# Region Stockholm

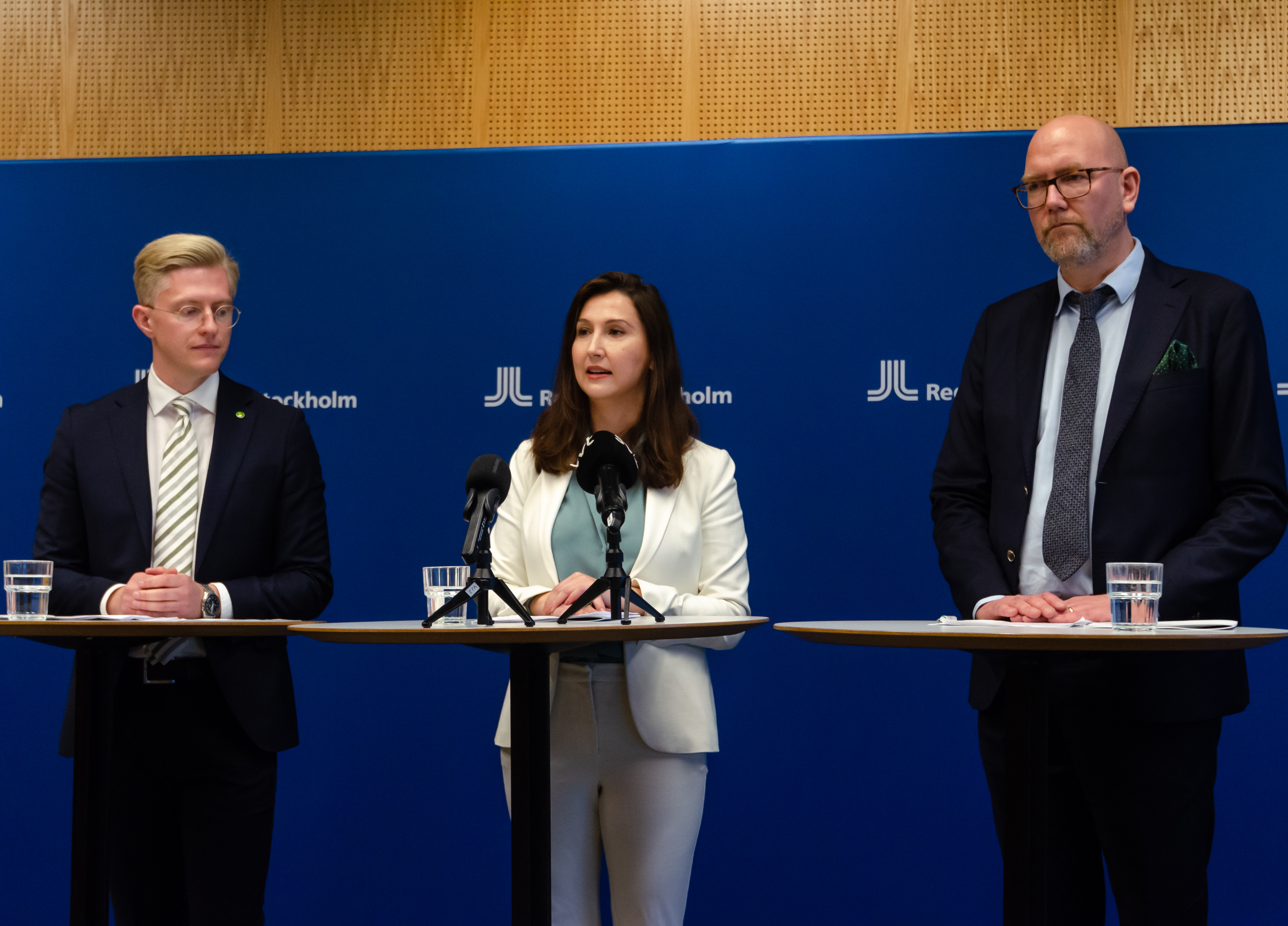
Det rödgröna regionstyret i Stockholm efter regionvalet 2022. Anton Fendert (MP), Aida Hadzialic (S), Gustav Hemming (C).

Region Stockholm (ursprungligen Stockholms läns landsting) är en region för invånarna i Stockholms län (2 475 161 invånare (2025)). Region Stockholm är en direktvald politiskt styrd organisation med regionfullmäktige som högsta beslutande organ. Fullmäktige har 149 ledamöter. 
Regionen ansvarar, liksom andra regioner, främst för samhällets offentligt finansierade hälso- och sjukvård. Region Stockholm står också för kollektivtrafiken i länet genom Storstockholms lokaltrafik. Dessutom har Region Stockholm även ett visst ansvar för den regionala utvecklingen i länet och bedriver kulturell verksamhet. Regionens budget är cirka 133 miljarder kronor (2024). Antalet anställda är drygt 47 000, främst inom sjukvården. Den regionala skattesatsen är 12,38 procent (2024).

## Historik 1863 – 1970

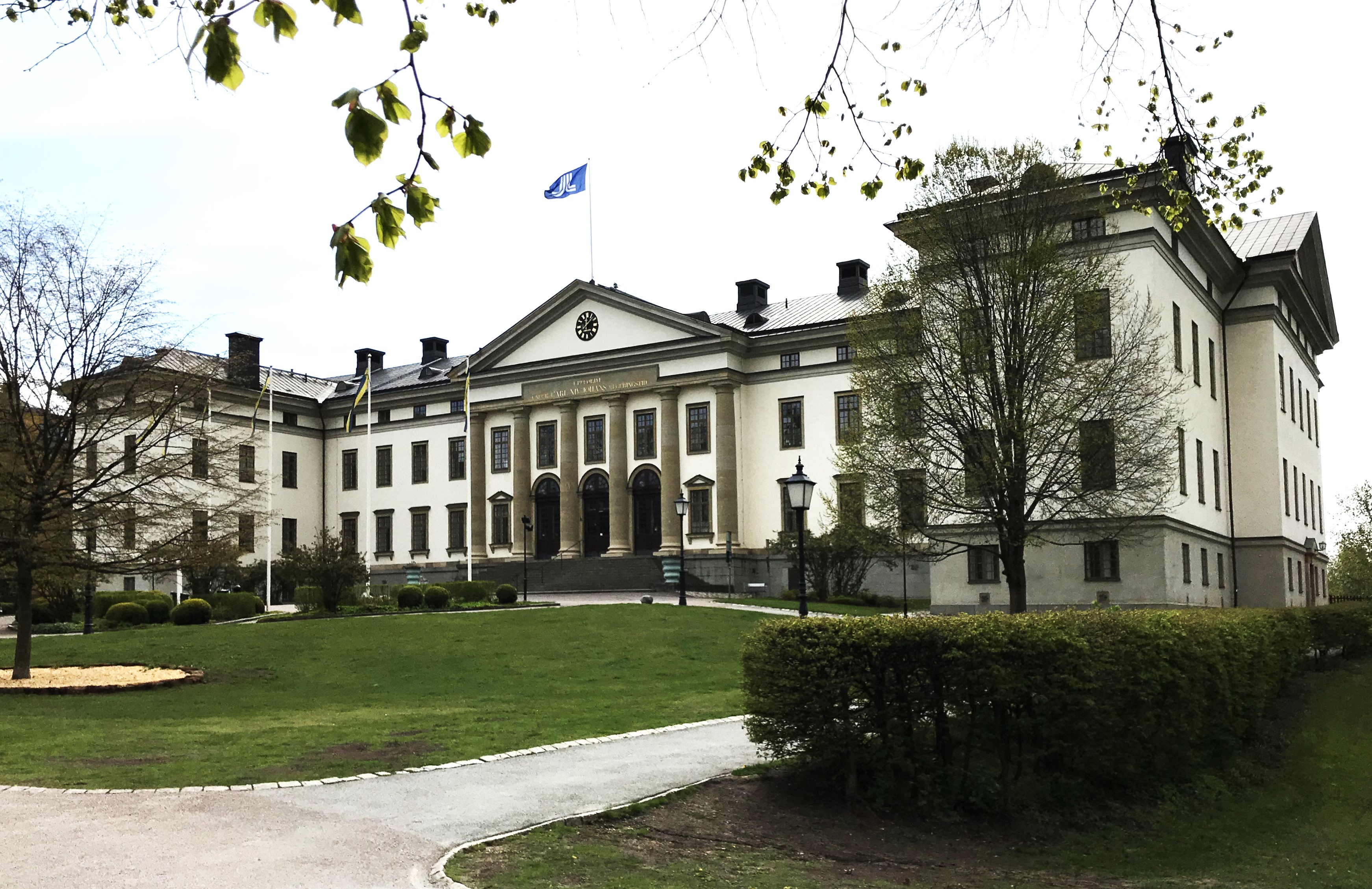
Landstingshuset på Kungsholmen i Stockholm.

Sveriges landsting inrättades år 1863 och då även för Stockholms län. Då ingick Stockholms stad varken i länet eller i landstinget, utan var en separat enhet under Överståthållarämbetet och skötte själv sina landstingsangelägenheter. Länet hade knappt 123 700 invånare, varav bara knappt 6 000 bodde i städerna.
Det första mötet i Stockholms läns landsting hölls, liksom i de övriga nybildade länsförsamlingarna, den 21 september 1863. Landstinget hade då 39 ledamöter. Inledningvis sammanträdde landstinget vid ett tillfälle per år, under några dagar i september. Vissa år arrangerades även extra (urtima) möten. Denna ordning gällde ända till 1965 då en ny lag gjorde det enklare att sammankalla landstinget till flera möten per år. I nutid har fullmäktigeförsamlingen (regionfullmäktige) minst åtta sammanträden per år.
Inledningsvis hade länsstyrelsen, genom landshövdingen, ett stort inflytande över landstingets verksamhet. Ordförande vid de första mötena var landshövding Gustaf Fredrik Liljencrantz. Han efterträddes 1867 av landshövding Wilhelm Stråle af Ekna. Under lång tid förekom också ett nära samarbete mellan landstinget och Stockholms läns hushållningssällskap. Det gällde till exempel frågor som gällde veterinärväsende, fiske, hemslöjd och andra frågor som var kopplade till lantbruksnäringar.

### Finansiering och kostnader
Verksamheten finansierades ursprungligen av så kallade kurhusavgifter (senare ersatta av en allmän sjukvårdsavgift) samt en speciell skatt på brännvinsförsäljning. Landstinget hade beskattningsrätt, men tog inte ut någon egen skatt under de första åren. När landstingsskatten infördes, år 1871, sattes den till fyra öre. Den steg sedan successivt. År 1900 var skattesatsen 20 öre. Då var den totala kostnaden för hälso- och sjukvård drygt 76 000 kronor. Det året stod sjukvårdsavgifterna för ungefär en fjärdedel av landstingets intäkter, medan landstingsskatten stod för 29 procent och brännvinsmedlen stod för 38 procent. År 1970, året innan storlandstinget bildades, var skattesatsen 8,00 kronor.

### Administration

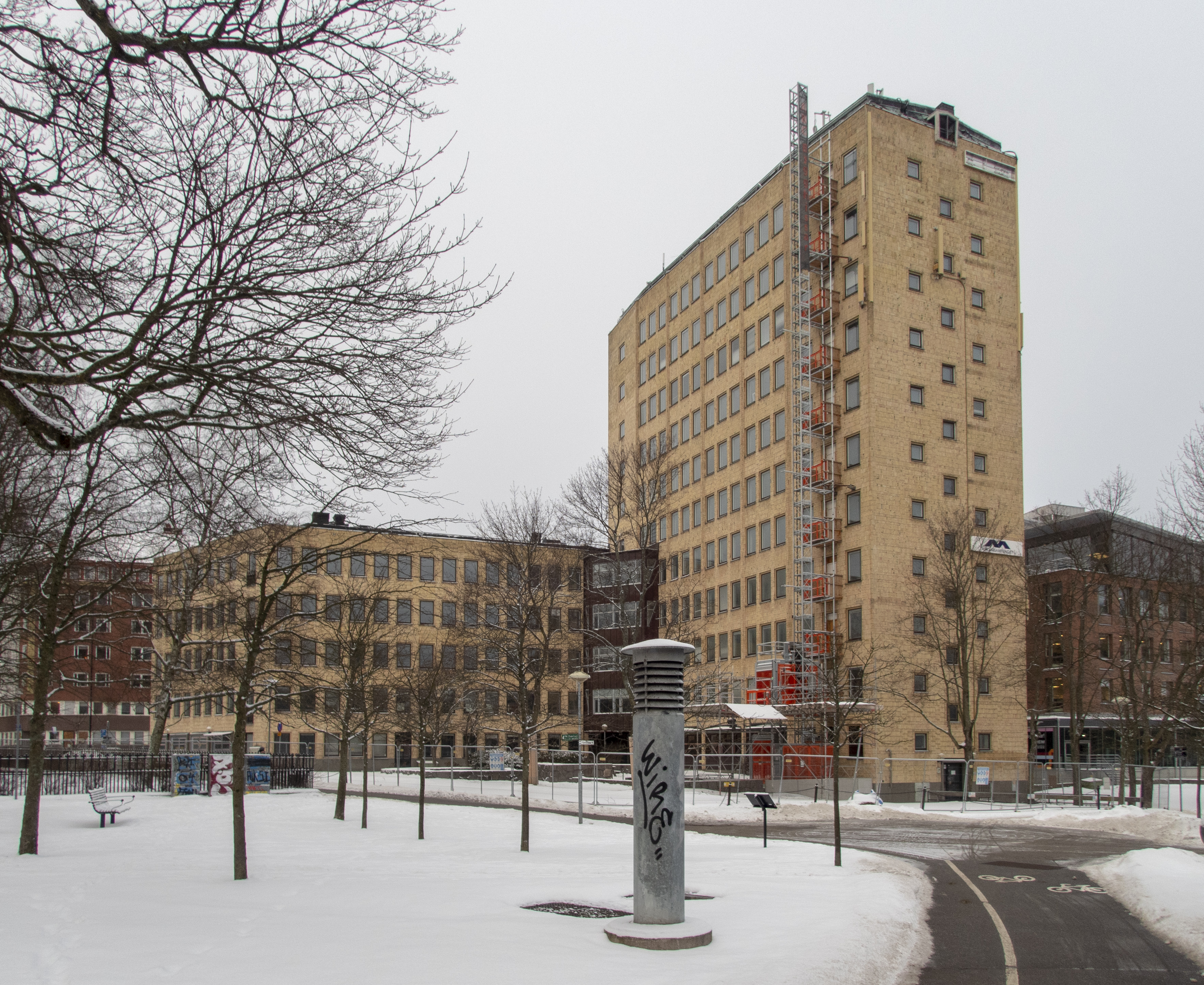
Det tidigare Landstingshuset i Solna, uppfört 1954–1957 och säte för landstinget till 1971.

Landstingets kansli bestod i flera decennier av två deltidsanställda tjänstemän (en sekreterare och en kamrerare), samt en vaktmästare. År 1918 anställdes en landstingsdirektör. År 1940 bestod kansliet av fem anställda. Tjugo år senare hade det växt till 44 personer och 1970 fanns 414 anställda vid landstingets centrala kansli.
När administrationen växte ökade även behovet av lokaler för verksamheten. Först hyrdes rum hos Lantbruksakademin på Mäster Samuelsgatan, där även de första landstingsmötena hölls. År 1919 hyrdes 130 kvadratmeter på Olofsgatan i centrala Stockholm och 1935 flyttade kansliet till en sexrumslägenhet på Sveavägen. Några år senare flyttade landstingsförvaltningen till Thulehuset, också på Sveavägen. År 1956 stod ett nybyggt kontorshus klart på Råsundavägen i Solna. Landstinget stannade där till 1971, då storlandstinget bildades och flyttade till det för ändamålet renoverade Garnisonssjukhuset på Hantverkargatan på Kungsholmen.

### Sjukhusen
Hälso- och sjukvården var inledningsvis ingen dominerande uppgift för landstinget. Vid starten år 1863 förfogade den offentliga vården i länet över totalt 78 vårdplatser på sjukhus: Norrtälje sjukhus, som hade uppförts på 1840-talet, hade 26 vårdplatser. Landstinget disponerade 20 platser i ett kurhus på Kungsholmen, som drevs i ett samarbete med Stockholms stad, samt 32 platser i Serafimerlasarettet. 
Dessutom fanns det privata Löwenströmska lasarettet, med 20 platser. Sjukvårdsfrågan blev tidigt föremål för en utredning, som bland annat föreslog att det skulle byggas ett sjukhus i Östhammar, som vid denna tid tillhörde Stockholms län. Sjukhuset öppnade 1867 och hade 12 platser. I slutet av 1860-talet öppnades ett sjukhus i Södertälje. Löwenströmska inordnades i landstinget i slutet av 1870-talet. Den landstingsdrivna sjukvården byggdes successivt ut och moderniserades, med nya sjukhusbyggnader eller upprustning i Norrtälje (1893 och 1913), Södertälje (1905, 1912 och 1918) och Östhammar (1914). Löwenströmska fick en tuberkulosavdelning 1908.
I  början av 1900-talet väcktes planer att uppföra ett centrallasarett som skulle möta länets växande sjukvårdsbehov. Efter flera utredningar beslöt landstinget år 1916 att låta bygga ett sjukhus intill Mörby gård i Danderyd. Mörby lasarett öppnade i januari 1922 och har därefter byggts ut i flera omgångar. Efter en stor utvidgning år 1964 fick sjukhuset namnet Danderyds sjukhus. 
I oktober 1968 invigdes ett nybygge vid Löwenströmska lasarettet. En större ombyggnad av Norrtälje lasarett var klar 1969. Karolinska sjukhuset i Solna, som var ett statligt sjukhus, öppnade 1940 och hade då 110 vårdplatser som stod till landstingets förfogande. Nacka sjukhus invigdes 1962. Under 1960-talet projekterades dessutom ett nytt storsjukhus i Huddinge. Det stod klart i början av 1970-talet, efter det att Stockholms läns landsting hade fått sin nya form som storlandsting.

## Storlandstinget 1971 – 2018

### Bakgrund
Under 1900-talet växte Storstockholm fram med en gemensam arbets- och bostadsmarknad. För att underlätta samarbetet mellan staden och länet organiserades med tiden olika organ, till exempel Stockholmstraktens regionplaneförbund (1951), Stor-Stockholms sjukvårdsberedning (1952) och Storstockholms planeringsnämnd (1958).
Samarbetet innebar att landstinget och staden delvis kunde samordna sina resurser inom sjukvården. Andra frågor som krävde samarbete var bostadsförsörjningen och en gemensam bostadsförmedling, en regionplanering för hela Storstockholm samt utvecklingen av kollektivtrafiken.

### Genomförande
Ett avgörande steg i skapandet av en ny landstingsorganisation i Storstockholm togs i december 1963. I ett tal inför stadsfullmäktige förde finansborgarrådet i Stockholm, Hjalmar Mehr, fram tanken om ett "storlandsting" som skulle få ett mer samlat ansvar för gemensamma regionala frågor, till exempel kommunikationer, bostadsbyggande, den växande sjukvården och regional planering. Många av dessa frågor var redan aktuella i de olika samarbetsorgan som fanns mellan staden och landstinget. I mars 1964 tillsattes Storlandstingskommittén som genomförde flera utredningar om "regional, lagbunden samverkan mellan staden och landstinget, varvid storlandstinget skulle primärt godtas som administrativ form". Kommittén lade fram sitt principbeslut i maj 1966 och i juni godkände parternas fullmäktigeförsamlingar förslaget.
Den statliga regionala förvaltningen samordnades 1968, då att Stockholms stad införlivades i Stockholms län.
Beslutet om storlandstinget var inte så långtgående som Hjalmar Mehr ursprungligen hade föreslagit. Det gällde bland annat tankarna om att landstingets skulle ha inflytande över regionens bostadsförsörjning och högre utbildning. 

### Sjukvården
Den nya sjukvårdsorganisationen i länet bestod vid storlandstingets start av ett 80-tal sjukvårdsinrättningar för sluten vård och ungefär 480 öppenvårdsenheter. Staden bidrog till den nya organisationen med flera akutsjukhus, bland dem Södersjukhuset, S:t Görans sjukhus, S:t Eriks sjukhus och Sabbatsbergs sjukhus. Dessutom fanns olika enheter för långtidsvård, psykiatri, barnsjukvård och andra specialiteter. År 1986 bestod landstingets vårdsystem av tolv akutsjukhus, cirka 30 långvårdssjukhus, ett hundratal vårdcentraler och några sjukhem. Slutenvården har därefter koncentrerats till färre men större enheter, samtidigt som kommunerna genom Ädelreformen har övertagit ansvaret för äldrevård.

### Kollektivtrafik
En annan avgörande uppgift för storlandstinget var ett samlat ansvar för länets kollektivtrafik. Den frågan hade förhandlats fram av kommunikationsdepartementets statssekreterare Nils Hörjel, i Hörjelöverenskommelsen som parterna slöt år 1964. Flera mindre och lokala trafikföretag slogs samman med stadsägda AB Stockholms Spårvägar, SS, och bildade Storstockholms lokaltrafik, SL. Överenskommelsen innebar bland annat att Statens järnvägar, SJ, skulle köra pendeltåg på de normalspåriga linjerna, samt att tunnelbanan skulle byggas ut.
År 1966 inrättades Kommunalförbundet för Stockholms stads och läns regionala frågor, KSL, som bland annat under en övergångstid blev huvudman för SL. När storlandstinget hade bildats infördes en gemensam enhetstaxa för SL:s kollektivtrafik i hela länet, 50-kortet, som började gälla den 1 oktober 1971. Den gemensamma länstaxan motiverades bland annat med att kollelktivtrafiken och pendlandet skulle skapa bättre förutsättningar för länets bostads- och arbetsmarknad.

### Regionplanering
År 1952 skapades ett regionplanekontor inom ramen för det kommunala samarbetet i Stockholmstraktens regionplaneförbund. Ansvaret för regionplaneringen övergick till KSL år 1969. KSL avvecklades när den nya landstingsorganisationen trädde i kraft 1971 och regionplaneringen blev en del av storlandstinget. Regionplanekontoret har sedan dess arbetat fram regionala utvecklingsplaner (Rufs) som underlag för länets och dess kommuners planering av bland annat bostadsbyggande, kommunikationer, arbetsplatser och grönområden.

### Färdtjänst
Kommunerna i länet hade tidigare ett eget ansvar för färdtjänst för personer som behövde hjälp med transporter. Med stöd av den speciella lagstiftning som föregick skapandet av storlandstinget, som bland annat innebar att landstinget kunde överta vissa primärkommunala uppgifter, blev landstinget år 1972 huvudman för färdtjänstresor till arbete, utbildning, vård med mera. I januari 1977 utvidgades ansvaret till att omfatta färdtjänst i allmänhet, som fritidsresor i hela länet. Färdtjänsten bytte därmed karaktär från att ha varit socialtjänst till att bli kollektivtrafik.

## Region med utökat ansvar 2019 –
Den 1 januari 2019 bytte Stockholms läns landsting namn till Region Stockholm. Beslutet fattades i samband med att landstingsfullmäktige fastställde landstingets budget för 2019, och med stöd av en lagändring som beslutades i Sveriges riksdag i juni 2018. Utöver landstingets tidigare verksamhet (som särskilt omfattar sjukvård i Stockholms län, Storstockholms lokaltrafik, Waxholmsbolaget och kultur) kom regionen ha att ansvar för fysisk planering och utveckling av infrastruktur i Stockholms län.
Den 1 januari 2020 ändrades kommunallagen och det formella namnet för landsting byttes till region.

## Organisation

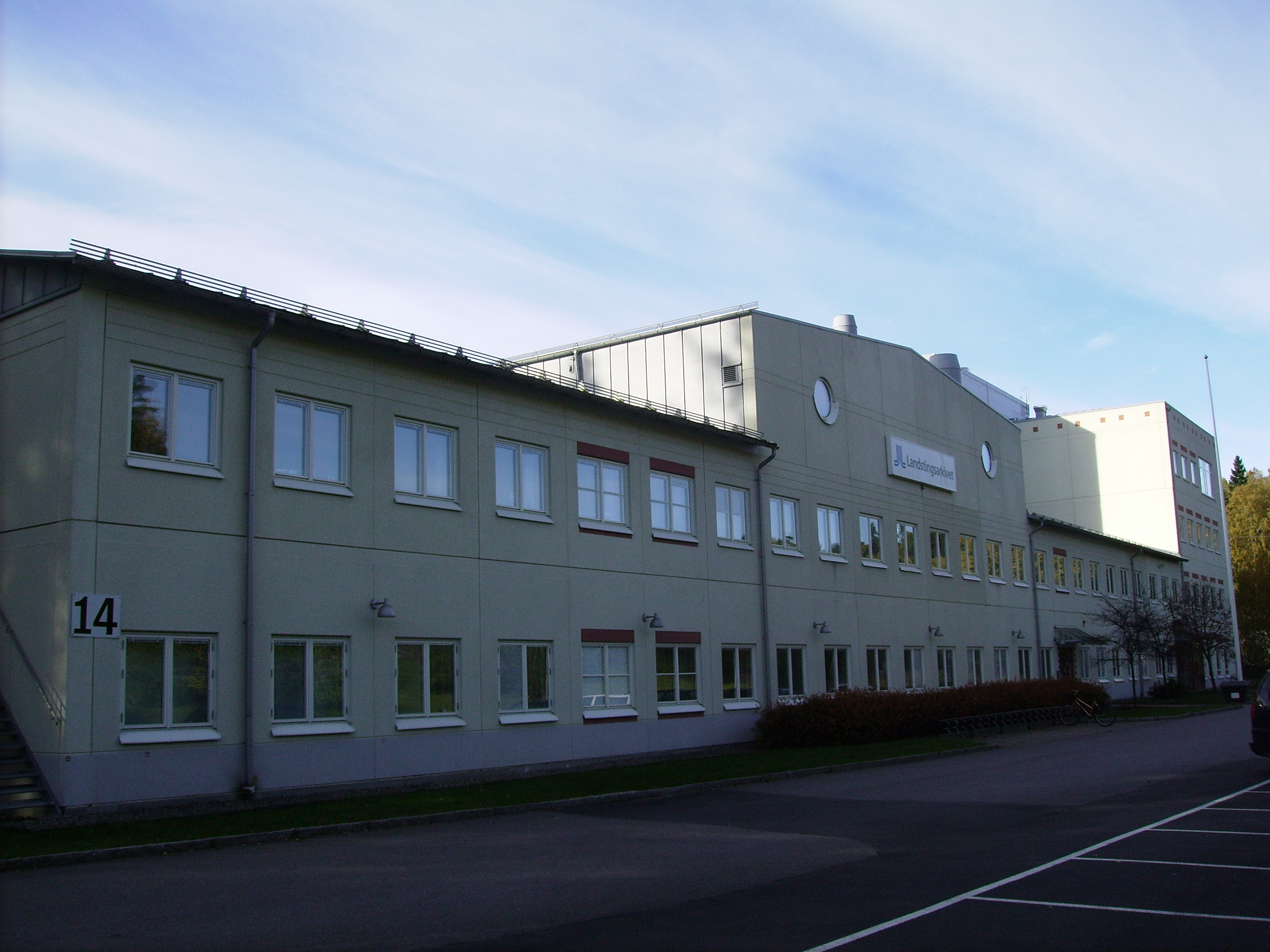
Landstingsarkivet i Flemingsberg.

Region Stockholm är, som alla regioner, en politiskt styrd organisation med regionfullmäktige som högsta beslutande organ. Fullmäktige har 149 ledamöter. Regionstyrelsen har det verkställande politiska ansvaret och bereder ärenden som behandlas i regionfullmäktige. Styrelsen består av både majoritets- och oppositionspolitiker. Majoritetspartiernas regionråd har ansvar för att förbereda ärenden och bildar tillsammans regionrådsberedningen, som kan beskrivas som regionens regering. 
Även oppositionspartierna har regionråd och arvoderade gruppledare, men dessa ingår inte i regionrådsberedningen och saknar formella uppgifter. De kan dock ha presidieplatser i nämnder och andra av regionens politiska organ.
Den centrala förvaltningsorganisationen heter regionledningskontoret (RLK). Den har ansvar för bland annat gemensamma IT-frågor, personalstrategiska frågor, gemensamma upphandlingar, frågor som hör samman med regionens roll som ägare av sjukhus och primärvård, samt tillväxt-, miljö och regionplaneringsfrågor. Hälso- och sjukvårdsfrågorna sköts av hälso- och sjukvårdsnämnden och Kommunalförbundet Sjukvård och omsorg i Norrtälje. Här ligger bland annat ansvaret för avtalen med olika vårdproducenter, samt informations- och rådgivningstjänsten Vårdguiden. Från 2011 finns även en trafiknämnd, som har det övergripande ansvaret för kollektivtrafiken till lands och sjöss.
Regionens politiska ledning har sina kanslier i Landstingshuset (tidigare Garnisonssjukhuset) vid Hantverkargatan 45 på Kungsholmen i Stockholm. Där finns också sammanträdeslokaler för regionfullmäktige och regionstyrelsen. Regionens tjänstemannaorganisation har lokaler på andra adresser i Stockholm, främst på Lindhagensgatan på Kungsholmen.

### Beställare–utförare
Region Stockholm tillämpar en ansvarsfördelning som innebär att man skiljer på rollerna som beställare, utförare och ägare. Det gäller både inom hälso- och sjukvården och kollektivtrafiken.
De folkvalda politikerna sätter, med stöd av de centrala förvaltningarna i Regionledningskontoret och Hälso- och sjukvårdsförvaltningen (HSF) upp ramarna för hur regionens olika åtaganden ska uppfyllas. Det gäller till exempel skatteuttag, taxor, dimensionering och uppdragsformuleringar. Delar av verksamheten utförs sedan av regionägda bolag eller förvaltningar, medan andra delar utförs av externa entreprenörer. Inom hälso- och sjukvården är fördelningen att cirka 70 procent av kostnaderna för den totala ”sjukvårdsproduktionen” gäller regionägda verksamheter, medan cirka 30 procent gäller privata aktörer.
Relationerna mellan beställaren och utföraren regleras i avtal mellan parterna. Vissa verksamheter upphandlas enligt Lagen om offentlig upphandling (LOU) med anbud och tilldelningsbeslut som går till den verksamhet som bäst lever upp till upphandlingskriterierna.
Andra verksamheter arbetar med stöd av att regionen har auktoriserat dem som vårdgivare. Det gäller till exempel husläkarverksamhet, samt barnavårds- och mödravårdscentraler som ingår i Vårdval Stockholm. Här ställs samma krav på regionägda och externt ägda verksamheter, och de får samma ersättning.
Vården på akutsjukhusen regleras genom direktavtal mellan regionen och de olika verksamheterna.
I Norrtälje ansvarar Kommunalförbundet Sjukvård och omsorg i Norrtälje för huvuddelen av hälso- och sjukvården. Förbundet ansvarar dessutom för omsorgsverksamhet till äldre och dem med funktionsnedsättning.

## Regionägda bolag och förvaltningar

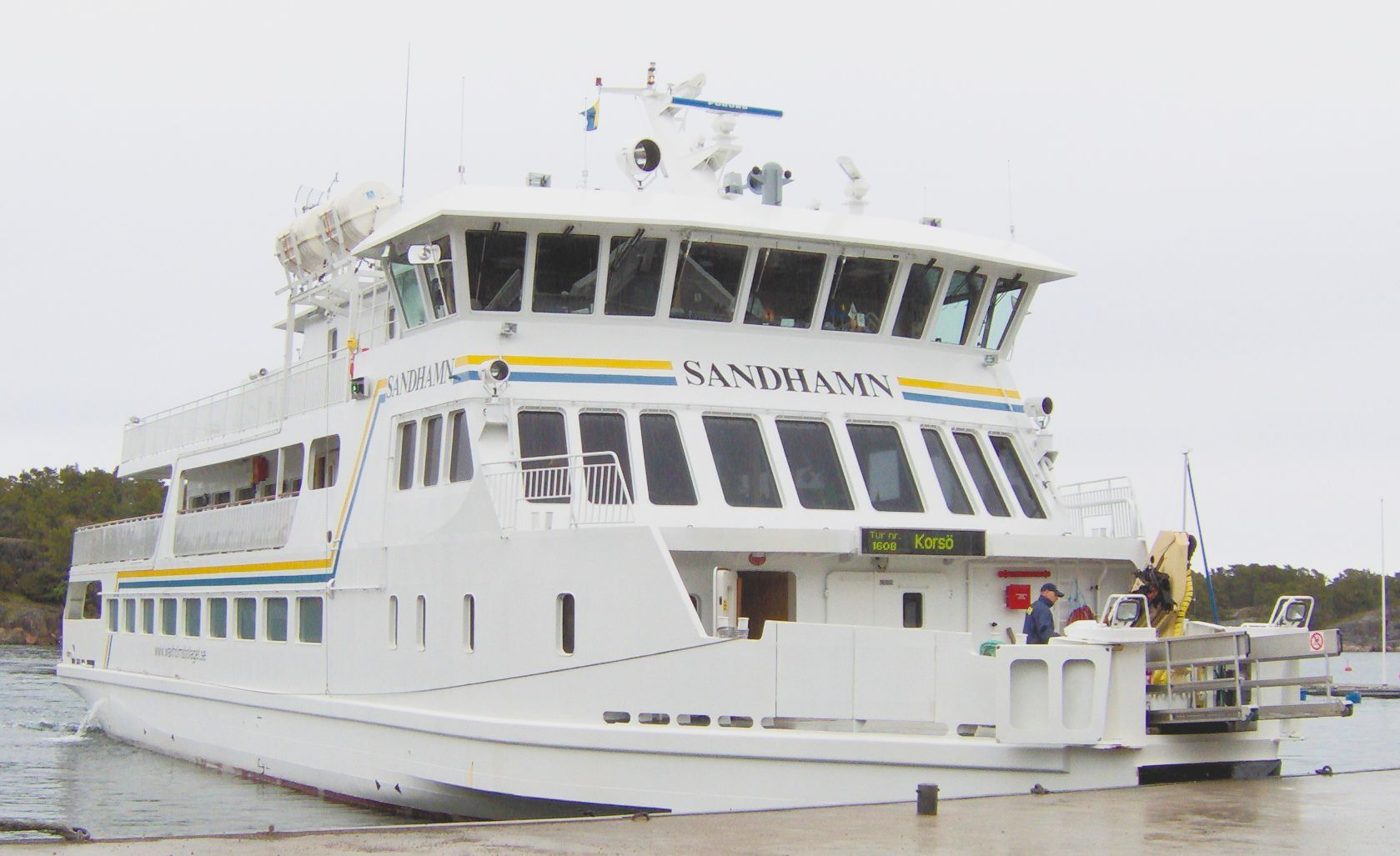
Waxholmsbolagets fartyg M/S Sandhamn.

Regionen har tidigare drivit delar av sin verksamhet i egenägda aktiebolag under ledning av en verkställande direktör. Styrelserna i dessa bolag bestod oftast inte av politiker, utan av personer som tillsatts på professionella meriter.
Den 1 januari 2025 avbolagiserades de fyra sjukhusen Danderyds sjukhus, Södersjukhuset, Södertälje sjukhus och S:t Eriks ögonsjukhus, som är förvaltningar under akutsjukhusnämnden. Karolinska universitetssjukhuset och Stockholms läns sjukvårdsområde (SLSO) drevs sedan tidigare som förvaltningar. Från 2026 organiseras även Ambulanssjukvården i Storstockholm (AISAB) som en förvaltning under egen nämnd, ambulanssjukvårdsnämnden AISAB. Norrtälje sjukhus drivs av Tiohundra AB som ägs av Kommunalförbundet Sjukvård och omsorg i Norrtälje, där regionen är medlem. 
Fastighetsförvaltaren Locum AB, MediCarrier, Film Stockholm AB samt Folktandvården i Stockholm AB med flera ägs av regionens koncernbolag Landstingshuset i Stockholm Aktiebolag.
Kollektivtrafiken sköts av Trafikförvaltningen, som är regional kollektivtrafikmyndighet, och dess aktiebolag AB Storstockholms lokaltrafik (SL) och Waxholmsbolaget.

## Sjukvård

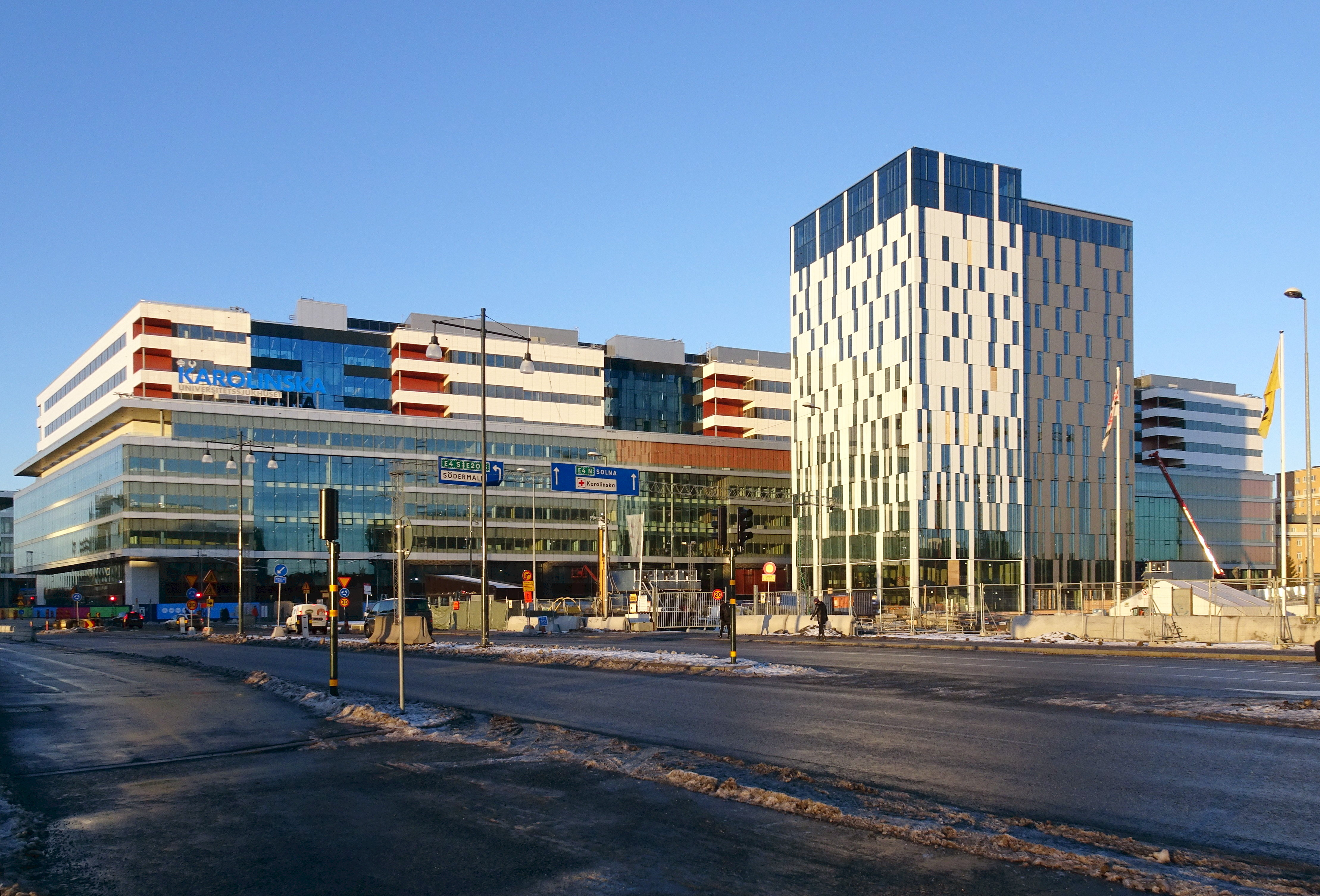
Karolinska Universitetssjukhuset i Solna.

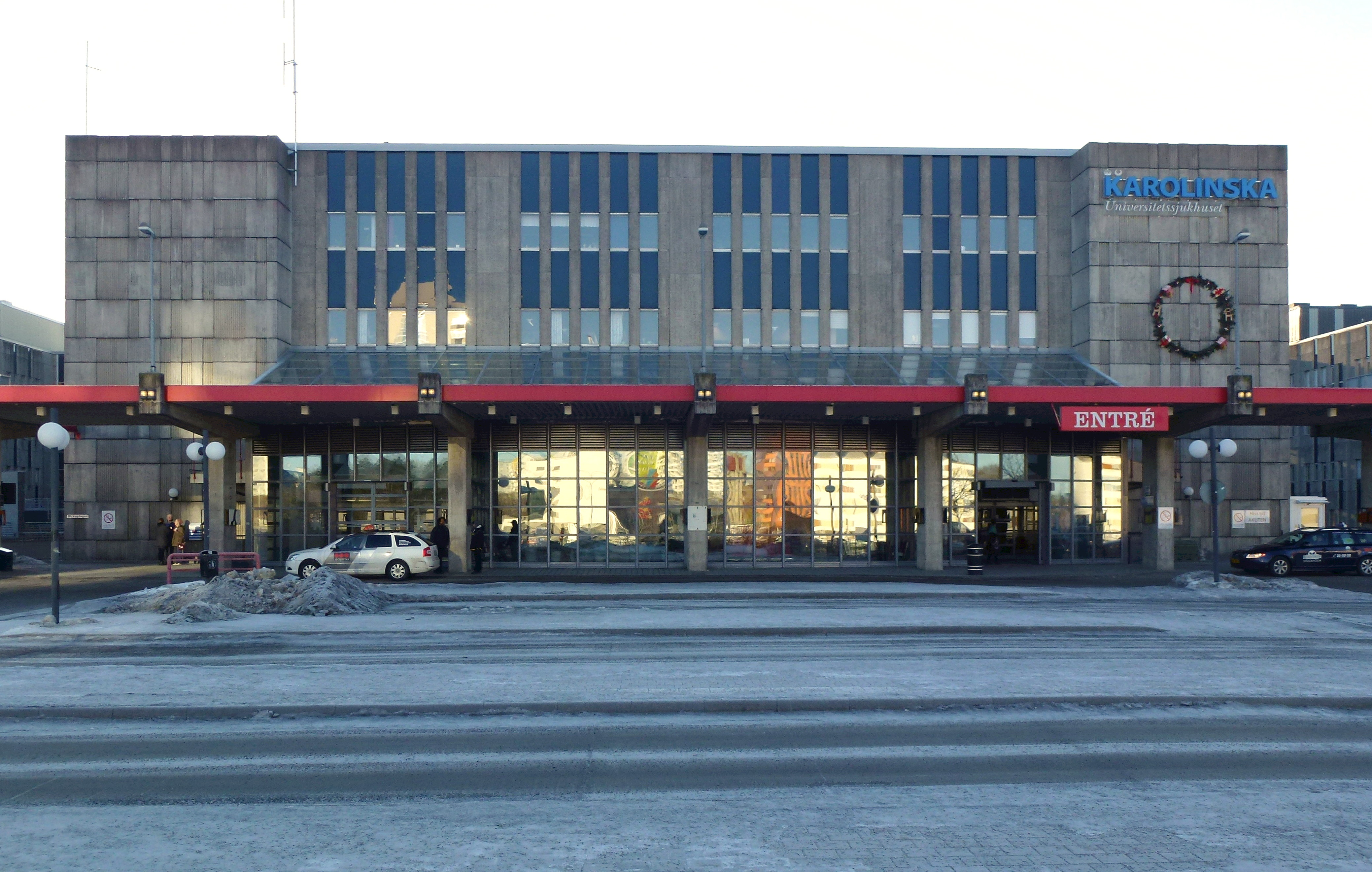
Karolinska Universitetssjukhuset i Huddinge.

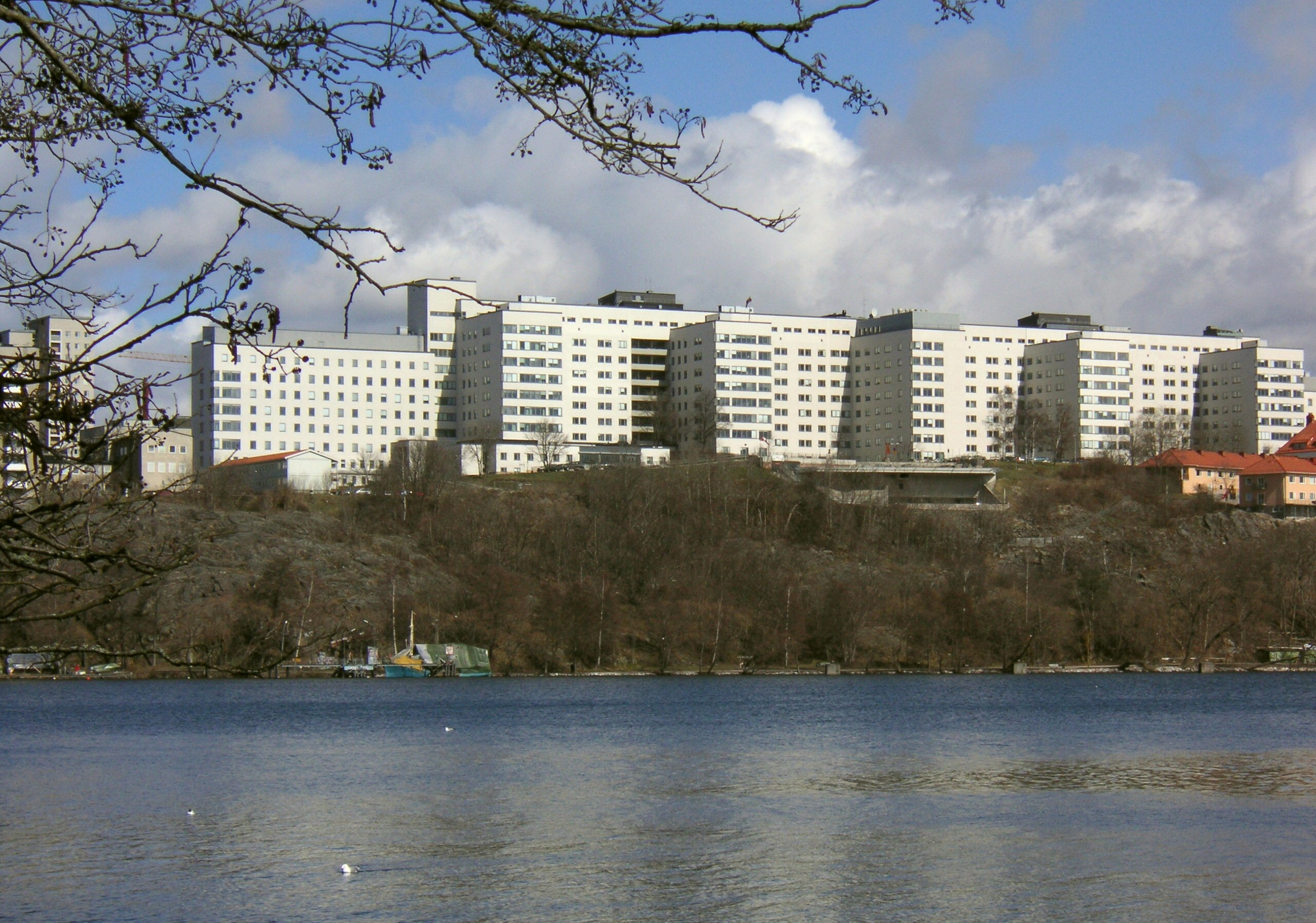
Södersjukhuset i Stockholm.

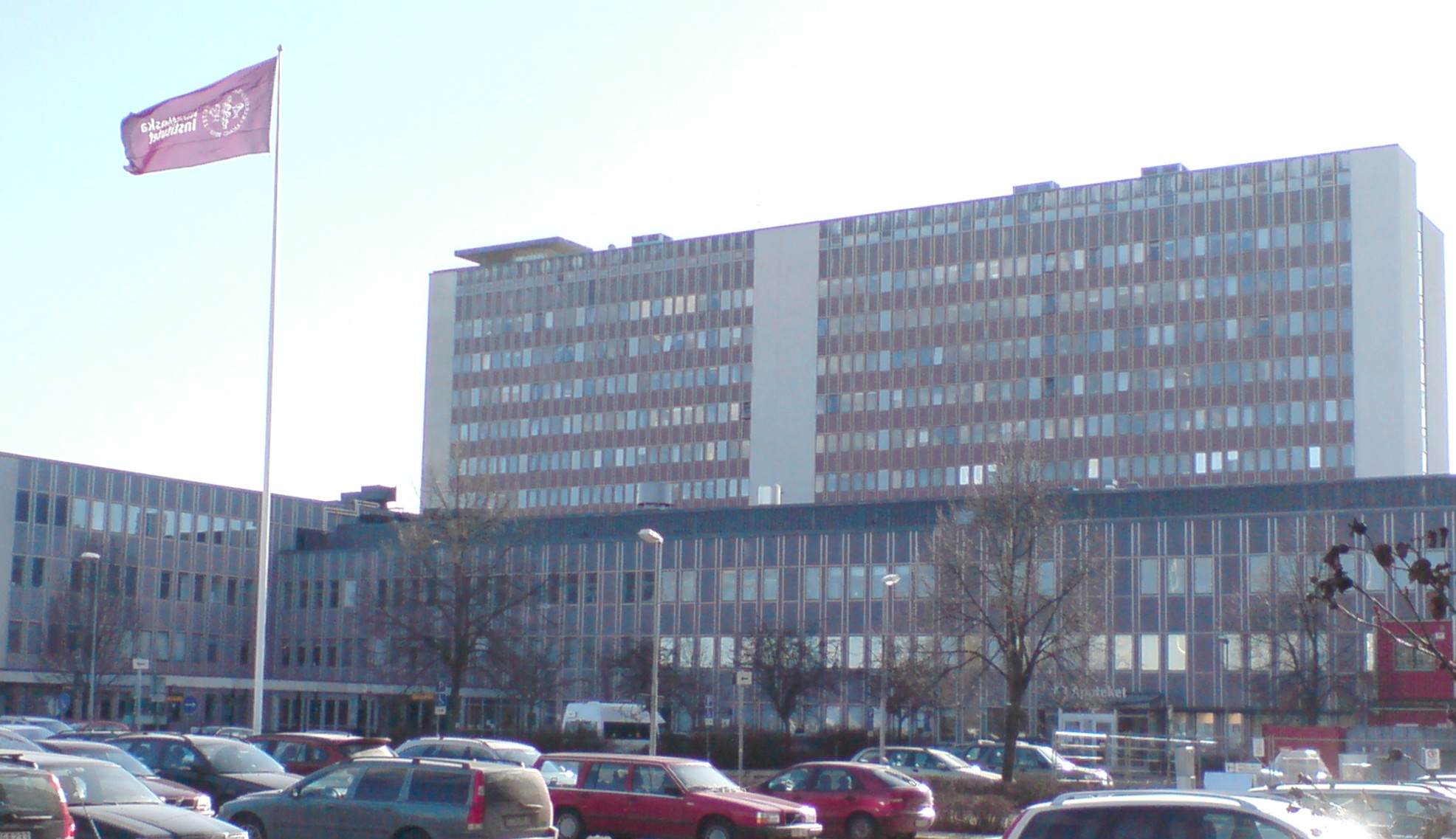
Danderyds sjukhus, april 2009.

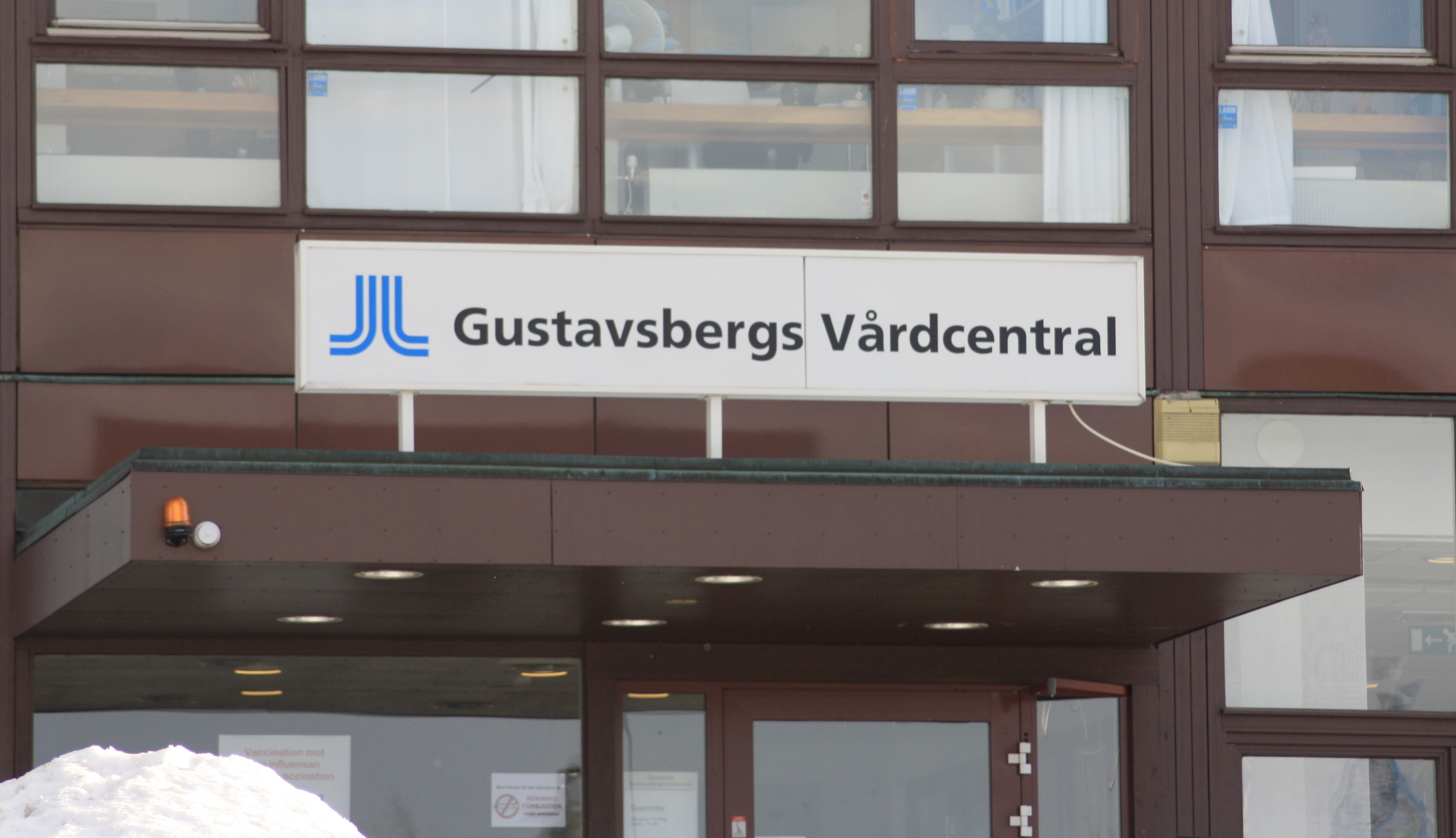
Regionens vårdcentral i Gustavsberg drivs av Stockholms läns sjukvårdsområde (SLSO).

- Karolinska Universitetssjukhuset (i Solna och Huddinge)
- Södersjukhuset
- Danderyds sjukhus
- Södertälje sjukhus
- Norrtälje sjukhus (verksamheten är en del av Tiohundra AB som ägs av Kommunalförbundet Sjukvård och omsorg i Norrtälje)
- S:t Eriks ögonsjukhus
- Löwenströmska lasarettet
- Sollentuna sjukhus
- Stockholms läns sjukvårdsområde (SLSO)
- Folktandvården Stockholms län AB

Delar av sjukvården (bland annat drygt hälften primärvården, samt akutsjukhuset Sankt Göran) drivs av privata entreprenörer som arbetar på regionens uppdrag.

## Utbildning
Regionen har, under sin tid som landsting, drivit flera skolor, bland dem Berga naturbruksgymnasium (såld), Finsta naturbruksgymnasium (nedlagd) samt Säbyholms naturbruksgymnasium som 2009 överläts till ett bolag inom Arbetarnas bildningsförbund (ABF).

## Kollektivtrafik
Trafikförvaltningen inom Region Stockholm  är regional kollektivtrafikmyndighet med ansvar för kollektivtrafiken inom länet. Trafiken bedrivs under två varumärken, SL för kollektivtrafiken till lands och Waxholmsbolaget för person- och godssjötrafik i Stockholms skärgård.
Trafikförvaltningen upphandlar trafiktjänster på entreprenad. Det innebär att olika privata aktörer har förvaltningens uppdrag att sköta trafiken i till exempel tunnelbanan, med pendeltåg och bussar, samt skärgårdsbåtar. Trafikförvaltningen har även ansvar för färdtjänsten i länet.

## Kultur
Kulturförvaltningen ansvarar för kulturnämndens stödgivning till kultur- och föreningsliv samt folkbildningen i Stockholms län. Förvaltningen arbetar också med att främja länets kultur bland annat genom konsulenter inom cirkus, dans, film, hemslöjd och musik samt genom Regionbibliotek Stockholm som i samråd med folkbiblioteken i Stockholms län främja verksamhetsutveckling och kvalitet. 
Den offentliga konsten i Region Stockholms vårdmiljöer är ett annat av kulturförvaltningens ansvarsområden. Det innebär projektledning av nya gestaltningsprojekt, samt att förvalta och förnya det befintliga konstbeståndet på cirka 60 000 konstverk. Kulturförvaltningen ansvarar också för tillfälliga utställningar i kollektivtrafiken genom Konstväxlingar.
Kompetenscentrum för kultur och hälsa arbetar främjande för att implementera kultur som komplement i vården och finansieras av Hälso- och sjukvårdsförvaltningen. 
Regionarkivet i Flemingsberg ansvarar för att bevara och långtidslagra den information som finns inom Region Stockholm.
Stockholms läns museum är ett digitalt museum som förmedlar kunskap om länets historia och som också ingår i Region Stockholms ansvarsområde.
Dessutom är Region Stockholm huvudfinansiär av Kungliga Filharmoniska Orkestern och verksamheten vid Stockholms konserthus.

## Fastigheter
Regionens stora fastighetsbestånd, som bland annat består av akutsjukhusen i länet, förvaltas av det regionägda bolaget Locum.

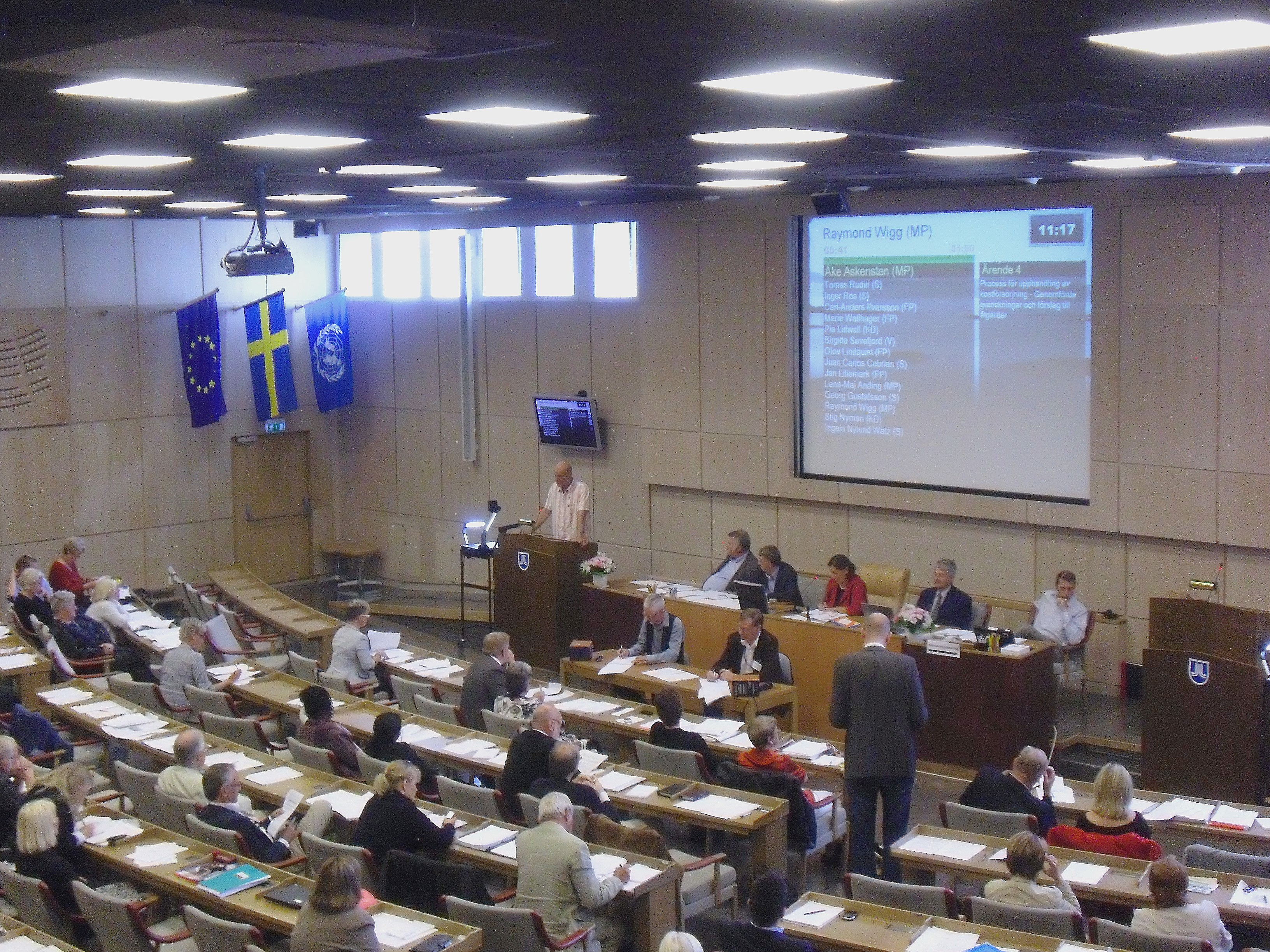
Landstingsfullmäktige sammanträder i Landstingshuset i Stockholm, augusti 2009.

## Politik
Regionfullmäktige sammanträder åtta gånger per år. Socialdemokraterna, Centerpartiet och Miljöpartiet utgör tillsammans den styrande koalitionen för mandatperioden 2022-2026. Vänsterpartiet är samarbetsparti till den styrande koalitionen som tillsammans samlar en majoritet.
Styrande regionråd (2025)
- Aida Hadzialic (S), finansregionråd
- Talla Alkurdi (S), hälso- och sjukvårdsregionråd
- Anton Fendert (MP), trafikregionråd
- Michaela Haga (C), klimat-, infrastruktur- och skärgårdsregionråd
- Christine Lorne (C), primärvårdsregionråd
- Jens Sjöström (S), investeringsregionråd
- Robert Johansson (S), personalregionråd

Vänsterpartiet har genom sin samverkan med styret följande oppositionsregionråd:
- Anna Sehlin (V)
- Jonas Lindberg (V)

Oppositionen har följande oppositionsregionråd:
- Kristoffer Tamsons (M)
- Axel Conradi (M)
- Msciwoj Swigon (SD)
- Carl-Johan Schiller (KD)
- Amelie Tarschys Ingre (L)

### Regionstyrelsen
Regionstyrelsen består av 19 ledamöter och lika många ersättare. Socialdemokraterna har fem ledamöter, Moderaterna har fyra, Vänsterpartiet, Sverigedemokraterna, Centerpartiet, Miljöpartiet har två vardera och Kristdemokraterna, Liberalerna har en vardera.
| Presidium 2022–2026 | Presidium 2022–2026 | Presidium 2022–2026 |
| ------------------- | ------------------- | ------------------- |
| Ordförande          | S                   | Aida Hadzialic      |
| 1:e vice ordförande | C                   | Michaela Haga       |
| 2:e vice ordförande | M                   | Kristoffer Tamsons  |

Under regionstyrelsen finns ett antal utskott.
| Utskott                               | Ordförande | Ordförande       | 1:e vice ordförande | 1:e vice ordförande   | 2:e vice ordförande | 2:e vice ordförande   |
| ------------------------------------- | ---------- | ---------------- | ------------------- | --------------------- | ------------------- | --------------------- |
| Arbetsutskott                         | S          | Aida Hadzialic   | C                   | Michaela Haga         | M                   | Irene Svenonius       |
| Personal- och produktionsutskott      | S          | Robert Johansson | MP                  | Sandra Ivanovic Rubin | M                   | Pehr Granfalk         |
| Infrastruktur- och regionplaneutskott | C          | Michaela Haga    | S                   | Jens Sjöström         | M                   | Leif Gripenstam       |
| Tillväxt- och inovationsutskott       | S          | Aida Hadzialic   | C                   | Vakant                | L                   | Amelie Tarschys Ingre |

### Nämnder
| Nämnd                                | Ordförande | Ordförande      | 1:e vice ordförande | 1:e vice ordförande  | 2:e vice ordförande | 2:e vice ordförande |
| ------------------------------------ | ---------- | --------------- | ------------------- | -------------------- | ------------------- | ------------------- |
| Hälso- och sjukvårdsnämnden          | S          | Talla Alkurdi   | C                   | Christine Lorne      | M                   | Charlotte Broberg   |
| Trafiknämnden                        | MP         | Anton Fendert   | S                   | Jens Sjöström        | M                   | Kristoffer Tamsons  |
| Klimat- och regionutvecklingsnämnden | C          | Karin Fälldin   | MP                  | Naiara Pereira Cunha | M                   | Anna Malm Kelve     |
| Primärvårdsnämnden                   | C          | Christine Lorne | V                   | Jonas Lindberg       | KD                  | Carl-Johan Schiller |
| Kulturnämnden                        | S          | Erik Persson    | V                   | Ann Mari Engel       | M                   | Rickard Wessman     |
| Fastighets- och servicenämnden       | S          | Jens Sjöström   | C                   | Magnus Persson       | M                   | Daniel Källenfors   |
| Patientnämnden                       | C          | Henrik Eriksson | S                   | Tara Twana           | M                   | Charlotte Broberg   |

### Mandatfördelning i valen 1916–1966
| 11 | 9 | 34 |

| 17 |  | 7 | 30 |

| 24 |  | 3 | 9 | 15 |

| 52 |

| 25 | 3 | 8 | 18 |

| 54 |

| 28 | 4 | 7 | 17 |

| 56 |

| 31 | 5 |  | 22 |

| 59 |

| 33 |  | 6 |  | 17 |

| 59 |

| 39 | 3 | 6 | 13 |

| 56 |

|  | 36 | 5 | 7 | 13 |

| 54 |

| 6 | 34 | 5 | 12 | 10 |

| 59 |

|  | 37 | 4 | 23 | 8 |

| 64 |

|  | 44 | 5 | 25 | 15 |

| 81 |

|  | 48 | 6 | 17 | 26 |

| 83 | 15 |

|  | 57 | 6 | 26 | 24 |

| 92 | 23 |

| 6 | 52 | 11 | 33 | 31 |

### Mandatfördelning i valen 1970–2022
|  | 68 | 18 | 33 | 25 |

| 114 | 35 |

| 10 | 61 | 29 | 16 | 33 |

| 111 | 38 |

| 11 | 61 | 22 | 20 | 35 |

| 103 | 46 |

| 14 | 59 | 16 | 18 | 42 |

| 97 | 52 |

| 13 | 64 | 14 | 9 | 49 |

| 86 | 63 |

| 12 | 60 | 7 | 24 | 46 |

| 87 | 62 |

| 11 | 60 | 8 | 8 | 23 | 39 |

| 86 | 63 |

| 9 | 49 |  | 6 | 21 | 7 | 52 |

| 85 | 64 |

| 12 | 60 | 8 | 8 | 15 | 46 |

| 79 | 70 |

| 17 | 46 | 7 | 13 | 14 | 52 |

| 74 | 75 |

| 14 | 54 | 7 | 26 | 11 | 37 |

| 69 | 80 |

| 10 | 43 | 10 | 6 | 16 | 9 | 55 |

| 77 | 72 |

| 10 | 39 | 15 | 6 | 15 | 7 | 57 |

| 77 | 72 |

| 12 | 41 | 15 | 9 | 7 | 13 | 9 | 43 |

| 76 | 73 |

| 16 | 40 | 8 | 15 | 12 | 12 | 12 | 34 |

| 74 | 75 |

| 18 | 50 | 6 | 16 | 9 | 9 | 10 | 31 |

| 79 | 70 |

### Framträdande politiker
Finansregionråd i Region Stockholm (fram till 2019 kallat Finanslandstingsråd):

- 1971–1973 Gunnar Hjerne (FP)
- 1974–1979 Knut Nilsson (C)
- 1980–1982 Nils Hallerby (FP)
- 1983–1985 Olov Lekberg (S)
- 1986–1988 Stig Rindborg (M)
- 1988–1989 Leni Björklund (S)
- 1989–1991 Bosse Ringholm (S)
- 1991–1994 Ralph Lédel (M)
- 1994–1997 Bosse Ringholm (S)
- 1997–1998 Claes Ånstrand (S)
- 1998–2002 Ralph Lédel (M)
- 2002–2006 Ingela Nylund Watz (S)
- 2006–2008 Chris Heister (M)
- 2008–2010 Catharina Elmsäter-Svärd (M)
- 2010–2016 Torbjörn Rosdahl (M)
- 2017–2022 Iréne Svenonius (M)
- 2022– Aida Hadzialic (S)

Regionstyrelsens (mellan 1992 och 2019 kallat Landstingsstyrelsen, samt före1992 kallat Förvaltningsutskottet) ordförande:

- 1971–1973 Gunnar Hjerne (FP)
- 1974–1978 Sven Johansson (M)
- 1978–1981 Stig Rindborg (M)
- 1981–1982 Birger Rosell (M)
- 1983–1985 Wilhelm Forsberg (S)
- 1986–1988 Stig Rindborg (M)
- 1988–1989 Bosse Ringholm (S)
- 1989–1991 Ola Rask (S)
- 1991–1994 Elwe Nilsson (M)
- 1994–1997 Bosse Ringholm (S)
- 1997–1998 Claes Ånstrand (S)
- 1998–2002 Ralph Lédel (M)
- 2002–2006 Ingela Nylund Watz (S)
- 2006–2008 Chris Heister (M)
- 2008–2010 Catharina Elmsäter-Svärd (M)
- 2010–2016 Torbjörn Rosdahl (M)
- 2017–2022 Iréne Svenonius (M)
- 2022– Aida Hadzialic (S)

### Valkretsar

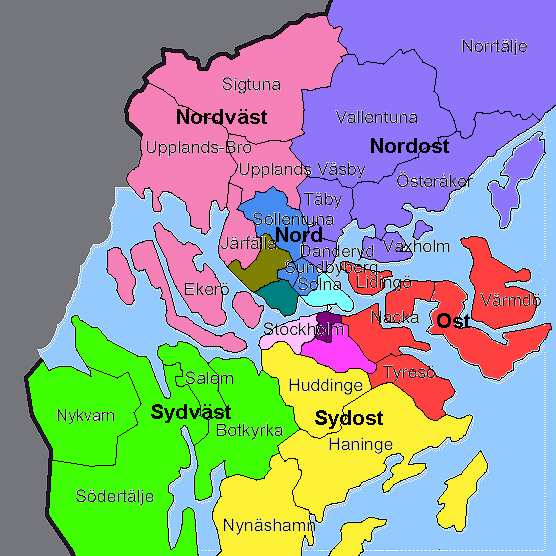
Valkretsar vid val till regionfullmäktige i Region Stockholm.

I regionvalet omfattar länet tolv valkretsar, sex i Stockholms kommun och sex i yttre länet.